# 안일초등학교 (전남)
안일초등학교는 대한민국 전라남도 여수시에 있는 공립 초등학교이다.

## 학교 연혁
- 1947. 02. 10 안일공립국민학교로 개교
- 1984. 03. 02 병설 유치원 개원
- 1996. 03. 01 안일초등학교로 개명
- 1997. 03. 01 백야분교장 및 백야분교장 유치원 분교에 통합
- 2001. 03. 01 여산초등학교가 여산분교로 편입
- 2012. 03. 01 여산분교장 본교로 통폐합
- 2016. 02. 05 제68회 졸업(총 2,802명)
- 2016. 03. 01 본교 초등 5학급, 유치원 1학급, 백야분교 2학급 편성

## 참고 자료
- 안일초등학교 - 한국교육학술정보원 학교알리미